# Bò tót Tây Ban Nha

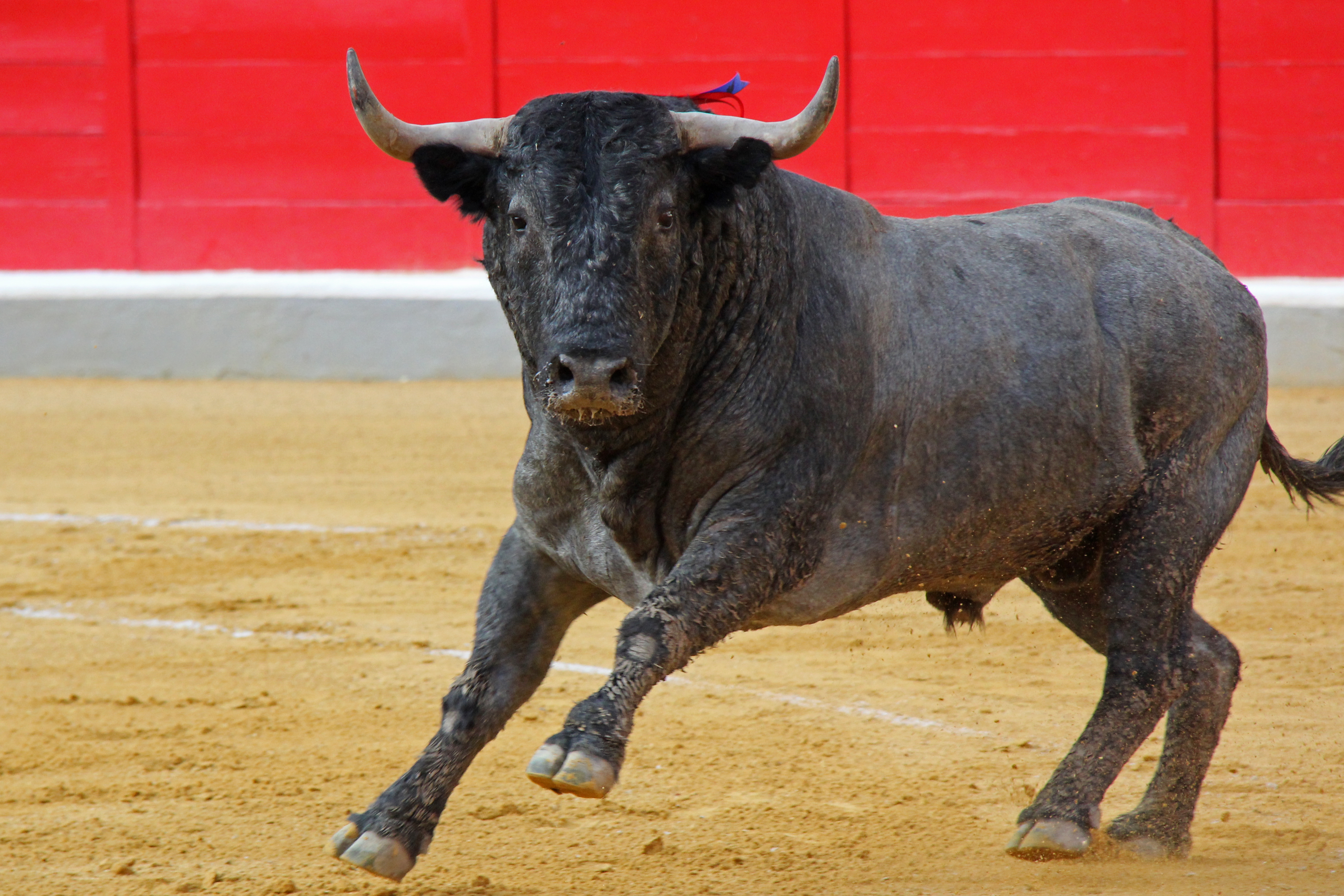
Bò tót Tây Ban Nha

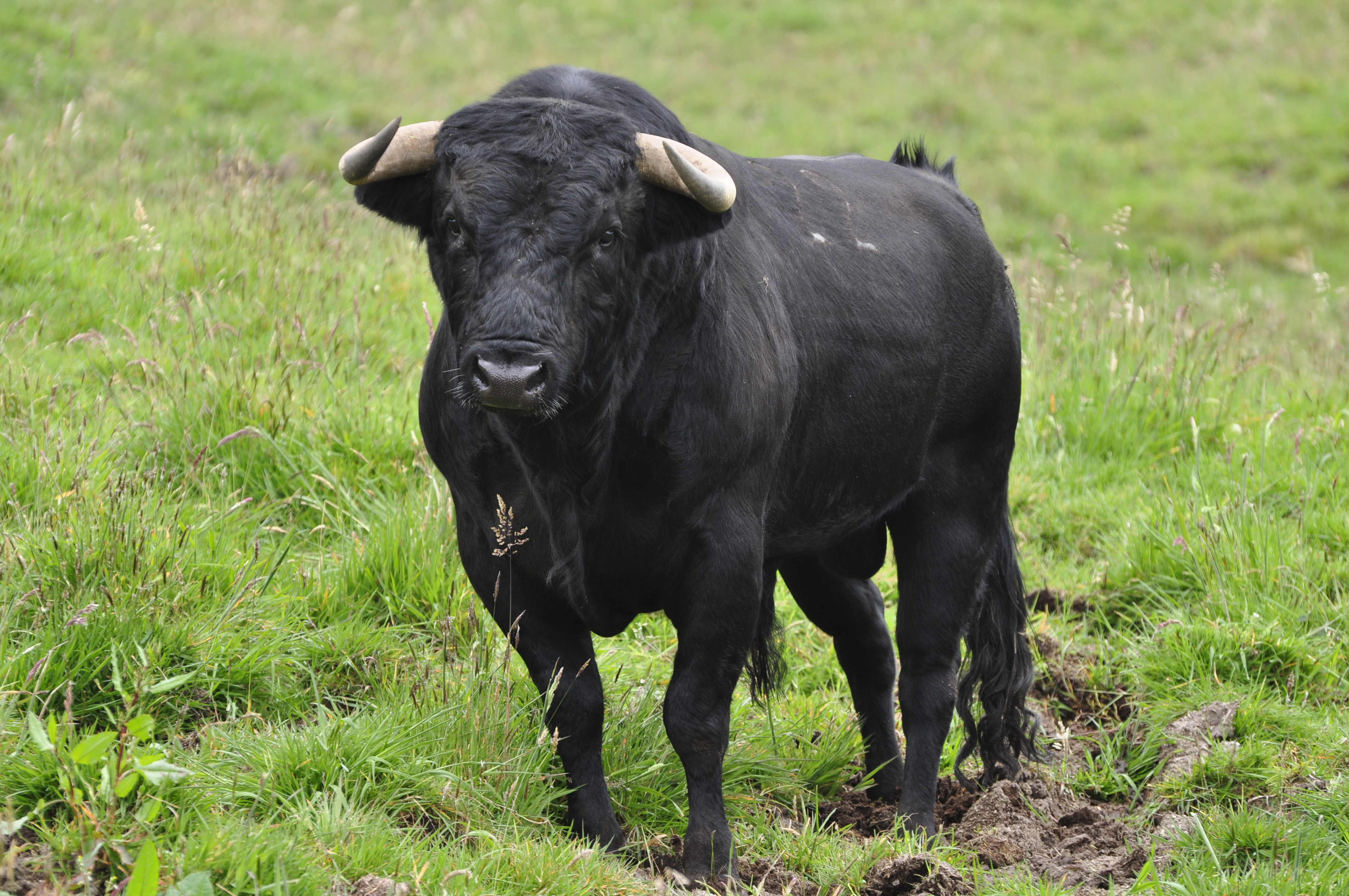
Toro De Lidia ở Colombia

Bò tót Tây Ban Nha hay tên gọi chính xác là bò đấu Tây Ban Nha (Toro Bravo, toro de lidia, toro lidiado, ganado bravo, Touro de Lide) là những con bò mộng được lai tạo, chọn giống, nuôi dưỡng, huấn luyện để phục vụ cho những trận đấu bò cũng như tham gia vào lễ hội bò tót ở Tây Ban Nha. Những con bò đực được đưa vào chiến đấu được lựa chọn chủ yếu phải có một sự kết hợp giữa các yếu tố sự hung hăng, tính gây hấn, lực lưỡng, tràn trề sinh khí, đầy sức mạnh và sức chịu đựng dẻo dai.
Thuật ngữ bò tót có thể là không chính xác về mặt sinh học vì chúng không thuộc loài bò tót trong hoang dã mà là một giống bò nhà, tuy vậy, đây là thuật ngữ thông dụng trong truyền thông, văn học để chỉ về những con bò này. Bò tót Tây Ban Nha với thân hình đen bóng, đồ sộ, cặp sừng nhọn hoắt chĩa về phía trước với sự hung hãn của nó chính là một trong những biểu tượng quốc gia của đất nước Tây Ban Nha và là biệt danh của đội tuyển bóng đá quốc gia Tây Ban Nha với bề dày thành tích.

## Đặc điểm
Con bò tót Tây Ban Nha được dùng trong các trận đấu bò cực kỳ hung dữ, chuyên nuôi để phục vụ đấu bò. Con bò đã đấu một lần thì sẽ không được dùng tới bởi bò ra trận lần thứ hai thì không còn hung dữ như lần đầu nữa. Giống bò Toro Bravo là giống bò cổ chỉ dùng để thi đấu, có dáng hình lực lưỡng, nặng từ 400 đến 600 kg. Những con dùng cho các trận đấu được nuôi dưỡng không dưới bốn năm và rất hung dữ, có thể giết chết các đấu sĩ nếu họ sơ sẩy. Để luyện tính hung dữ cho bò đấu, chủ các trang trại nuôi bò Toro Bravo không bao giờ cho phép người lạ xuất hiện. Thời xa xưa, tổ tiên của người Tây Ban Nha sử dụng giống bò này trong các trận chiến với kẻ thù.
Các con bò đấu Tây Ban Nha được đặc trưng bởi hành vi hung hăng của nó, đặc biệt là khi nó đơn độc hoặc ở trong tình thế không thể chạy trốn thì nó sẽ càng trở nên hung dữ hơn. Phần nhiều những con bò đấu có bộ lông có màu nâu đen hoặc tối và bóng lưỡng, nhưng nếu có những màu sắc khác hay màu loang lổ là chuyện bình thường không ảnh hưởng nhiều lắm đến giống này và không bị xem là lỗi mặc dù nó không được ưa chuộng hay đặc trưng bằng những con bò màu đen tuyền. Bên cạnh đó hệ thống cơ bắp bắt triển, và cái sừng nhọn hoắt chĩa về phía trước ngay trước mắt cũng là đặc điểm nổi bật của giống bò này.
Chúng có quá trình trưởng thành chậm hơn so với giống bò thịt vì chúng được chọn giống không phải để mục đích tăng trọng nhiều thịt bò như những giống bò cao sản mà thay vào đó chúng được chọn giống để phát triển những hệ thống cơ bắp chắc nịch để phục vụ cho những cuộc chiến, thay vì nặng thịt thì chúng có một nhóm cơ bắp với một Morillo nổi bật, một phức hợp của các cơ bắp trên vai và cổ mang đến cho các con bò một cấu trúc đặc biệt và sức mạnh từ cái sừng nhọn hoắt chĩa về phía trước của nó điều này giúp nó có nhiều thuận lợi trong việc quan sát để tập trung chính xác vào những cú húc của mình. Những chiếc sừng của chúng dài hơn trong hầu hết các giống bò khác và cũng xuất hiện trong cả những con đực lẫn con cái. Những con bò đực trưởng thành nặng từ 500–700 kg (1100-1600 lb).
Chúng luôn được xem là ngôi sao sáng giá. Chúng được cho là rất ghét màu đỏ và hay lao vào húc những tấm khăn màu đỏ của đấu sĩ. Mọi người thường cho rằng mỗi khi nhìn thấy màu đỏ là bò lại tức giận. Vì vậy mỗi lần đấu bò, người đấu sĩ cũng cầm mảnh vải đỏ để gây kích động cho nó. Tuy nhiên đây không phải là sự thật. Trên thực tế, bò không bị kích động bởi bất kỳ màu sắc nào mà chính do sự di chuyển của vật thể mới làm nó sôi máu. Do đó, việc bò đuổi người là do sự chuyển động của họ chứ không phải là màu sắc. Những con bò thường bị hội chứng dichromacy, khiến chúng bị mù màu đỏ-xanh và làm sai lệch ý tưởng rằng màu đỏ làm cho chúng tức giận chúng chỉ cần đáp ứng các hỗ trợ viên "muleta" làm. Màu đỏ truyền thống và được cho là để che đậy vết máu và cung cấp một sự tương phản sáng-tối phù hợp với các sàn đấu trường.

## Nuôi dưỡng

### Chọn giống
Một số ý kiến cho rằng nguồn gốc của những con bò đấu Tây Ban Nha bắt nguồn từ những con bò rừng trên bán đảo Tây Bồ (Iberia) được săn bắt về và sử dụng cho các trò chơi đấu trường trong đế chế La Mã cổ đại. Mặc dù nguồn gốc thực tế đang có tranh chấp, nhưng những nghiên cứu di truyền đã chỉ ra rằng các con giống có nguồn gen cổ bất thường và một số lượng bất thường của DNA thường được tìm thấy ở những con bò gia súc ở châu Phi có lẽ đến từ Maghreb và có niên đại từ thời kỳ chiếm đóng của những ngươi Hồi giáo Moorish trên đất Tây Ban Nha. Sự hung hăng của con bò có nguồn gốc cổ xưa này đã được duy trì hoặc tăng cường bằng cách lai giống và chọn giống nhiều năm liên tục và đã chọn được giống bò đấu phổ biến với những đặc tính mạnh mẽ trong công chúng của Tây Ban Nha, Pháp và Bồ Đào Nha với mục đích đấu bò.
Sau đó nó được du nhập tới châu Mỹ La tinh bởi những người định cư Tây Ban Nha người muốn tổ chức những trận đấu bò ở các nước thuộc địa của họ. Trong tháng 5 năm 2010, các nhà khoa học Tây Ban Nha nhân bản vô tính đầu tiên của giống bò này tại Valencia, được nhân bản từ một con bò được đặt tên Vasito và cấy vào một con bò mẹ là con bò Hà Lan (Holstein). Trong số con bò cái chiến đấu có một số "encastes" hoặc các loại phụ của giống bò này của cái gọi là "nền tảng giống", chỉ có dòng máu của Vistahermosa, Vázquez, Gallardo và Cabrera vẫn còn duy trì đến ngày hôm nay. Cái gọi là "dòng máu nền tảng hiện đại" là Saltillo, Murube, Parladé và Santa Coloma, tất cả trong số đó chủ yếu bao gồm các Vistahermosa.

### Giống Miura
Một giống bò đấu thiện chiến mới là giống bò đấu Miura là một con bò đấu Tây Ban Nha được chọn giống từ dòng dõi của Những con bò Miura (tiếng Tây Ban Nha: Ganadería Miura), nằm ở tỉnh Sevilla, Tây Ban Nha. Các trang trại ban đầu thuộc về Don Eduardo Miura Fernández, và được biết đến với sản xuất bò đực chiến đấu cỡ lớn. Giống bò Miura ra mắt tại thủ đô Madrid vào ngày 30 tháng 4 năm 1849. Dòng Miura dấu vết nguồn gốc của nó đến năm giống bò Tây Ban Nha cổ xưa, cụ thể là Gallardo, Cabrera, Navarra, Veragua, và Vistahermosa-Parladé.
Trang trại Miura nằm tọa lạc tại Zahariche, một vài dặm từ ngôi làng của Lora del Río, ở tỉnh Seville. Bất động sản đã bị chiếm đóng bởi các Miuras kể từ năm 1842, bao gồm hơn 600 ha, và hàng trăm con bò đực, bò mộng, bò cái và bê sống trên vùng đất này. Các trại ngựa sử dụng mười hai người, trong đó có tám Vaqueros Andalucia. Các trang trại được chủ trì bởi Eduardo và Antonio Miura, con trai của cố Don Eduardo. Theo Eduardo Miura, trang trại nhằm mục đích sinh sản về chất lượng, không phải số lượng.
Các giống bò đấu Miura đã được tạo ra vào năm 1842 bởi Juan Miura, tất cả đều đến từ các gia đình Gallardo của El Puerto de Santa María. Năm 1850, dòng Cabrera đã được thêm vào bằng cách sử dụng con bò có nguồn gốc Jerónima Núñez de Prado, và Vistahermosa được đưa vào 1860. Các dũng sĩ đấu bò Rafael Sánchez Molina tặng một con bò Navarro, và công tước xứ Veragua đóng góp một Ojinegro Castaño. Những con bò đực từ dòng Miura có tiếng là to lớn, khốc liệt, và xảo quyệt. Nó được cho là đặc biệt nguy hiểm cho một Matador khi quay lưng lại trước một con Miura. Con bò đực Miura đã được gọi là individualists, mỗi con bò đực dường như sở hữu một tính cách mạnh mẽ.

### Tăng trưởng
Những con bò chiến đấu được lai tạo một cách chuyên ngành trong phạm vi rộng trại chăn nuôi, thường nơi ẩn trú cho động vật hoang dã của Tây Ban Nha và sử dụng kỹ thuật canh tác được mở rộng theo kiểu chăn thả bán hoang dã hay thả rông để kích thích tính hoang dã của chúng. Những con bê non được nuôi dạy bởi mẹ của nó cho đến khi một tuổi, sau đó nó được tách ra từ người mẹ bất kể giới tính. Sau đó nó được giữ trong nhóm đơn tính. Khi chúng đến hai năm hoặc lâu hơn, chúng được gửi đến các tienta để thử nghiệm về giống bò đấu.
Đối với những con đực, điều này sẽ xác định xem chúng có là thích hợp cho chăn nuôi hay là những đấu sĩ thực thụ cho các trận đấu bò, hoặc bị giết để lấy thịt. Các thử nghiệm cho trận đấu bò chỉ sự hung hăng của chúng đối với con ngựa, vì chúng không thể nhìn thấy một đấu sĩ trên mặt đất trước khi bước vào vòng đấu. Nó học cách sử dụng sừng của mình trong các bài kiểm tra sức mạnh và sự thống trị với con bò đực khác. Do tính gây hấn và sự hung hăng đặc biệt của chúng, những trận chiến đấu thử sức như thế này có thể dẫn đến thương tích nghiêm trọng và thậm chí cả cái chết của con bò đực với chi phí rất lớn cho chủ khi chưa được đưa vào thi đấu. 

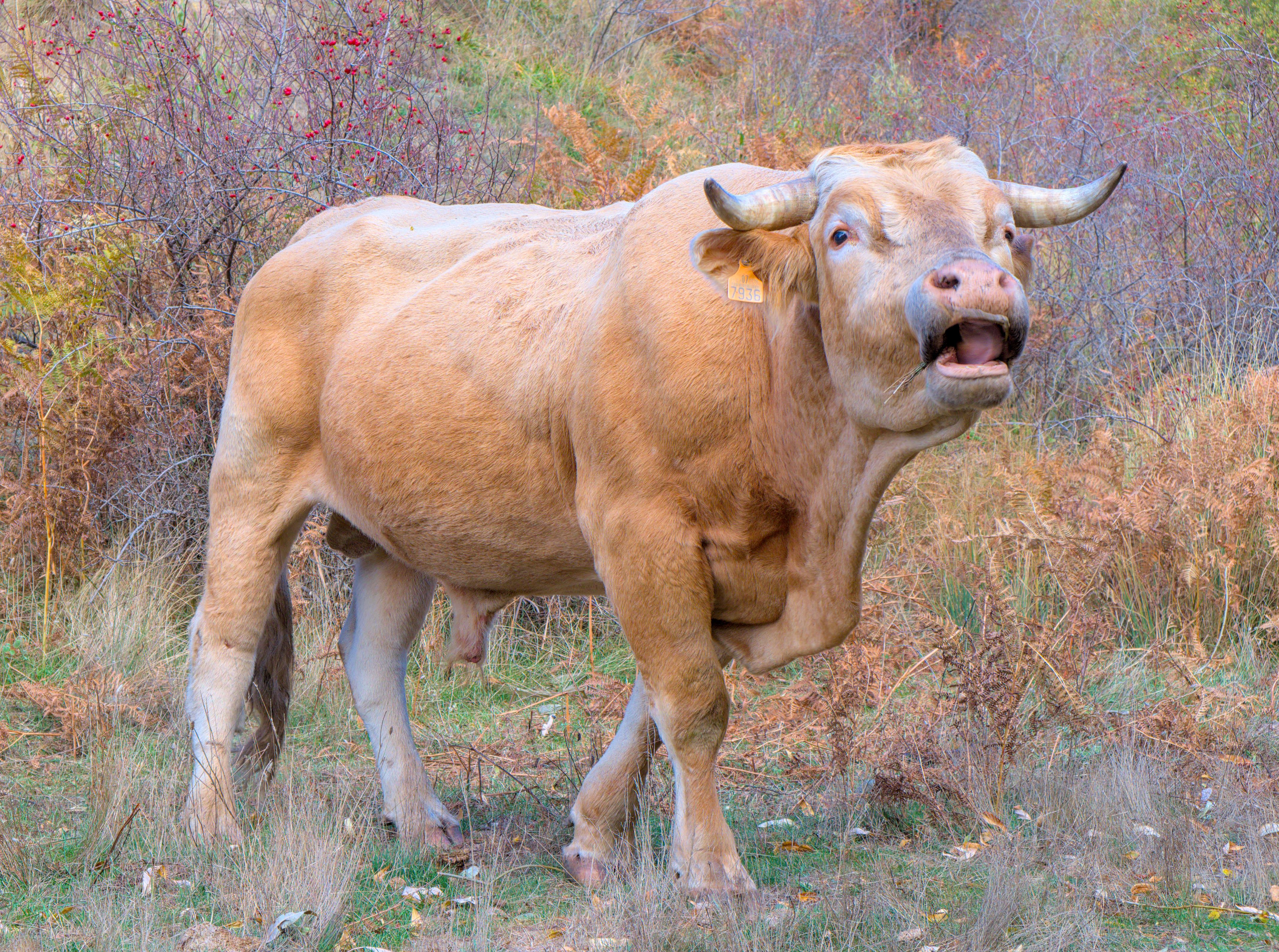
Một con bò tót đang rống

Những con cái được kiểm tra kỹ lưỡng hơn, bao gồm cả một dũng sĩ đấu bò với áo choàng của mình như thật để kiểm tra xem một con bò can đảm được thừa hưởng từ mẹ mình hay không. Nếu bài kiểm tra có kết quả là tính phù hợp đối với bò đực để đấu bò sẽ trở lại với các đàn bò của chúng. Những con cái đủ tiêu chuẩn thì sẽ vào tienta và sẽ trở thành bà mẹ để nhân giống ra những con bò đấu hung hăng thế hệ kế tiếp và chỉ bị giết mổ chỉ khi chúng quá già không thể đẻ được.
Sau khi con đực ba tuổi, chúng không còn được coi là con bê, sau đó chúng được gọi là Novillos và đã sẵn sàng cho trận đấu bò tót, mặc dù novilladas là cho đấu sĩ đấu bò đào tạo. Những con bò tốt nhất thì được giữ riêng cho corridas de Toros với một matadors. Theo luật pháp Tây Ban Nha thì để một con bò trở thành bò đấu thì nó phải đạt ít nhất bốn tuổi và đạt trọng lượng 460 kg để chiến đấu trong một trường đấu bò đầu tiên được xếp hạng, và mức 435 kg cho một hạng thứ hai, và 410 kg cho vòng thứ hạng thứ ba. Chúng cũng phải có tầm nhìn đầy đủ chức năng của mình và thậm chí cả sừng mà đã không bị giả mạo và ở trong tình trạng nói chung là tốt.
Có vài lần trên một năm một con bò sẽ được indultado, hoặc 'ân xá', có nghĩa là cuộc sống của nó không bị ảnh hưởng do hành vi của nó trong trường đấu bò, những người khán giả ở vòng tròn với khăn tay trắng sẽ định đoạt sự ân xá của nó Dũng sĩ đấu bò cũng có thể tham gia điều này vì nó là một vinh dự tuyệt vời để có một con bò đã chiến đấu đã ân xá. Sau đó nó sẽ được trở về trang trại nơi chúng sẽ sống đến cuối đời của mình trong các khu vực đó và trong nhiều trường hợp sẽ trở thành một con bò giống (nó được giao phối một lần với khoảng 30 con bò và con cái được kiểm tra sau bốn năm đối với hiệu quả của chúng). Trong những trường hợp, tuổi thọ của một con bò có thể là từ 20 đến 25 năm.

## Chiến đấu
Có nhiều loại hình thi đấu bò tót nhưng kiểu thi đấu truyền thống của người Tây Ban Nha sẽ được chia thành ba giai đoạn. Mở màn cho một trận đấu bò tót là tiếng tù và, các đấu sĩ tiến vào đấu trường cùng với ban nhạc để chào các vị chức sắc. Bò tót được thả vào sân, các đấu sĩ kiểm tra mức độ hung dữ của nó. Đấu sĩ matador sẽ đối mặt với con bò tót và trình diễn những màn đánh lừa, quan sát hành vi của con bò. Bước tiếp theo, đấu sĩ picador sẽ vừa ngồi trên lưng ngựa vừa tấn công con bò tót bằng những mũi giáo để làm nó yếu sức dần. Sau khi các đấu sĩ picador thành công, các banderillero sẽ tiếp tục làm con bò yếu hơn khi cắm các thanh nhọn có gai vào vai nó. Giai đoạn cuối cùng, một đấu sĩ matador sẽ kết liễu con bò tót.
Khi trận đấu sức mở màn, sau một vài nghi lễ chào khán giả, một chú bò mộng được thả ra, con bò tót hăng máu được thả rông ra trường đấu. Con bò khoảng 500 kg với hai cái sừng vừa nhọn vừa dài, trên thân thể chú bò, người ta đã vẽ từng khoanh một, có lẽ người ta đã ghi dấu sẵn thịt của chúng. Vừa ra khỏi cửa là con bò chạy lòng vòng tìm đối thủ. Thế chạy của bò hết sức là sung mãn và tự tin. Những người đồng đội của đấu sĩ gọi là Banderillero (mỗi người cầm theo các lá cờ màu hồng hay màu đỏ và hai cây lao) chia nhau đứng ở bốn phía con bò, để tìm hiểu tính nết và các động tác quen thuộc của nó. Họ thay phiên nhau dẫn dụ con bò đến gần hai người cưỡi ngựa gọi là Picador ngồi trên lưng ngựa (hai con ngựa to lớn của Picador đều được bao bọc giáp sắt quanh mình từ đầu đến chân, mắt ngựa được bịt lại để không nhìn thấy chung quanh). 

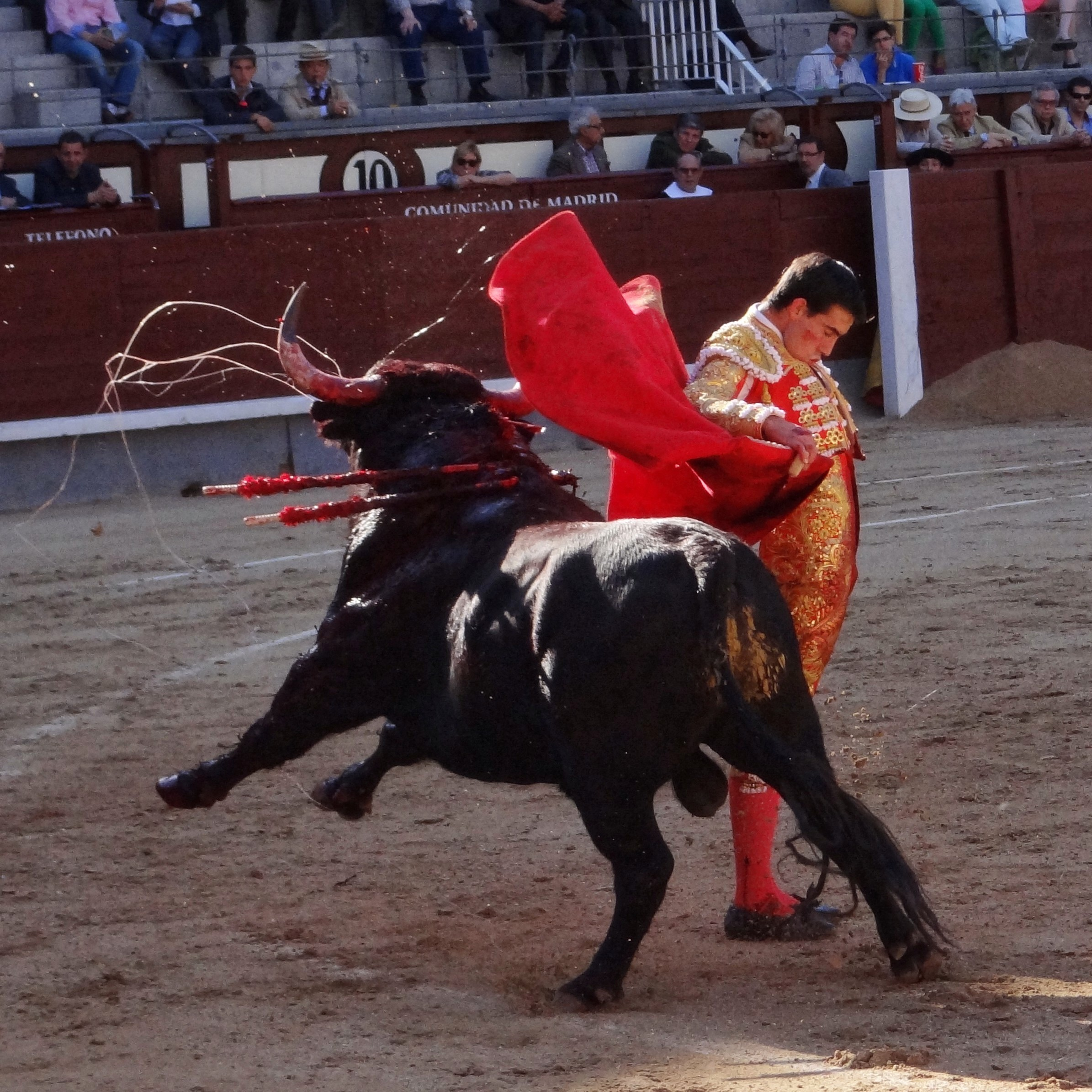
Một con bò tót trong một trận đấu bò

Con bò sẽ lấy trớn và dùng hết sức chạy đến, cúi đầu xuống và húc tung cả ngựa lẫn Picador lên. Đối với những con bò khỏe, nó có thể dùng sừng nhấc lên cả người lẫn ngựa. Nhưng nhờ mang giáp sắt nên ngựa vẫn không bị hề hấn gì và Picador sẽ dùng giáo đâm thật mạnh vào một điểm yếu trên lưng bò, họ cầm ngọn mác dài đâm vào cái u chắc nịch trên lưng con bò. Khi đâm họ còn xoáy cả ngọn giáo vào điểm yếu này, cố ý làm vết thương lớn và sâu hơn. Đây là một màn hồi hộp trong trận đấu vì lúc này con bò còn rất khỏe, khán giả vỗ tay hò hét. Sau một vài cái húc vào ngựa, bò mộng lại bị các Banderillero dẫn dụ ra nơi khác.
Họ dùng lá cờ đỏ dẫn dụ để bò nhìn thấy và tấn công họ. Khi bò chạy đến gần và chúi đầu xuống dùng sừng húc ngược lên thì đây cũng là lúc họ xoay người và đâm cả hai ngọn lao vào lưng bò. Họ đứng vào những vị trí và theo thứ tự đã quy định, phóng rất trúng và sâu cây lao vào cùng một chỗ trên thân con bò. Những kẻ tài giỏi thì đâm cắm lao sâu và dính chắc trên lưng, không bị rơi ra trong lúc bò chạy. Lúc này máu từ lưng bò chảy ra khá nhiều từ những vết thương. Chú bò nào hung hăng quá thường bị 4 đến 6 ngọn lao đâm. Những vết thương làm bò mộng mất sức khá nhiều, nhưng đồng thời những cơn đau đớn làm bò nổi điên lên, chạy húc bất cứ những gì trước mắt.
Lúc này đấu sĩ chính Matador mới xuất hiện với lá cờ đỏ trên tay. Đây là màn chính của cuộc đấu bò. Sự bình tĩnh gan dạ và những màn tránh né ngoạn mục của Matador với bò làm khán giả vỗ tay hoan hô mỗi khi màn hồi hộp vượt qua. Một Matador giỏi né tránh được những cú húc sừng của bò nhưng cả thân bò đều cọ xát vào anh ta khiến máu bò đỏ thấm ướt sang cả bộ quần áo của mình. Nhưng cũng có khi Matador sơ sẩy chúi nhoài hay ngã thì tất cả Banderillero đều chạy ra ứng cứu ngay, người thì chạy ra dẫn dụ đánh lạc hướng bò, người thì chạy đến cứu Matador. Đấu sĩ không ngừng vung tấm khăn màu đỏ, nhử cho con bò luôn luôn lao tới húc, rồi chờ đến khi lượng sức lực man rợ của con bò đã hao tổn.

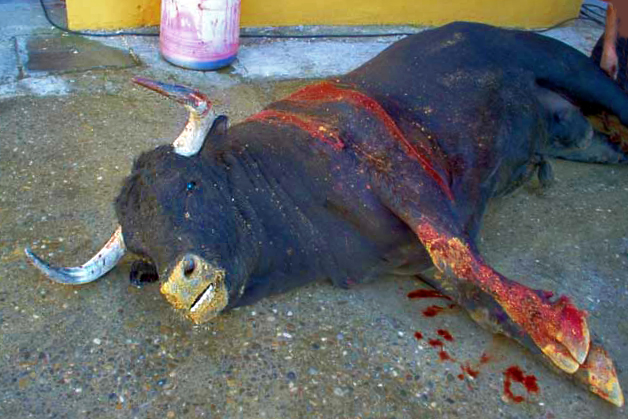
Một con bò bị giết chết

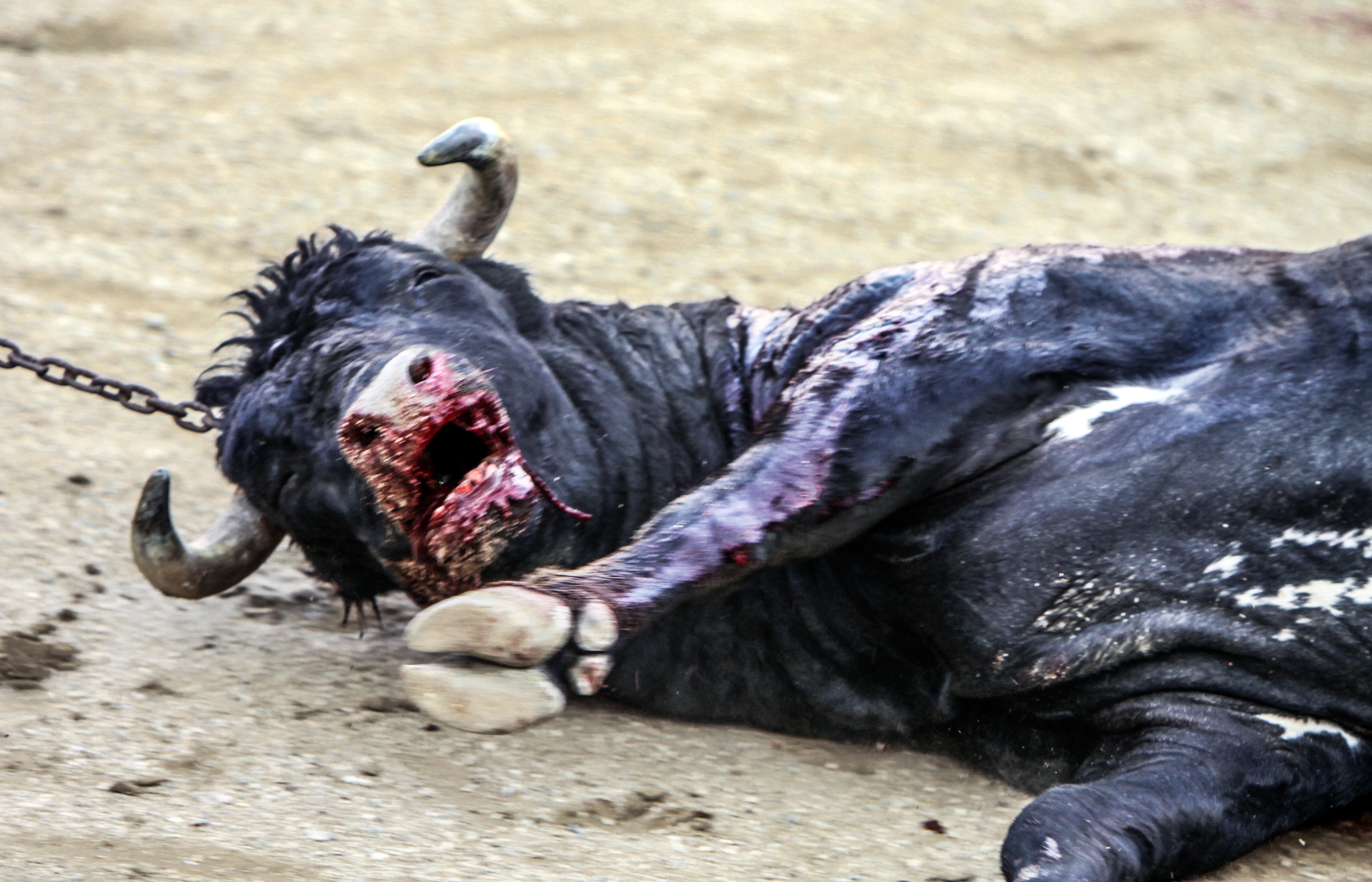

Sau một lúc quần thảo, bò đã gần như hết sức và phần kết thúc diễn ra. Matador nhận cây kiếm dài từ tay đồng đội. Đây là thanh kiếm mà Matador sẽ phải nhắm vào thẳng vết thương trên lưng bò (đã được Picador cưỡi ngựa đâm sâu lúc đầu) và kết thúc mạng sống con bò. Matador phất cờ dụ bò chạy đến húc mình và chỉ cần một cái lách mình nhẹ, ngọn kiếm đâm suốt thân bò và bò chết gục ngay xuống. Ngay lúc đó, một cỗ xe ba ngựa chạy ra kéo xác bò ra khỏi đấu trường ngay. Con bò mộng đã bị quần, đã bị xa luân chiến cho đến khi kiệt sức thì trận đấu mới kết thúc. Con bò được đem đi mổ thịt. Một lần đấu bò có tất cả sáu trận. Mỗi Matador đấu hai trận, tổng cộng là có sáu chú bò bị giết cho các nhà hàng.
Đấu sĩ ngoài việc phải giỏi vờn bò đực, còn phải có khả năng của một tay kiếm đâm chết bò. Phần thưởng cho đấu sĩ xuất sắc sau trận đấu là hai cái tai bò và một cái đuôi bò. Trong môn đấu bò tót, có thể sẽ trở thành người hùng nhưng chỉ tích tắc sơ hở sẽ phải trả giá bằng những chấn thương nghiêm trọng thậm chí là cả tính mạng. Những con bò tót dũng mãnh có thể trở thành những con Bò điên bất kể lúc nào. Ít nhất đã có 13 đấu sĩ và khán giả đã tử vong do bị thương nặng trong lễ hội này vào thế kỷ trước. Vụ tử vong gần đây nhất là của một thanh niên người Mỹ 22 tuổi bị tai nạn năm 1995. Từng có đấu sĩ bị con bò tót với cặp sừng sắc bén hơn cả lưỡi gươm, tung lên trời như tung một con búp bê sau khi sơ hở để con vật hung hãn cắm được sừng vào đũng quần trong trận đấu, Anh bị tấn công từ phía sau lưng trong lúc đang quần nhau với con bò tót nặng hơn 450 kg trên đấu trường.
Trong lễ hội bò tót, những con bò tót được thả ra đường để chúng đuổi theo đám đông, những con bò tót nặng đến 595 kg lao theo quật ngã những người tham ra lễ hội.Nếu không chạy nhanh, những người tham gia lễ hội sẽ bị bò tót húc hoặc dẫm lên, chiếc sừng của con bò tót làm nhiều người bị thương. Sau khi kết thúc lễ hội, những con bò tót sẽ bị giết thịt để phục vụ cho các nhà hàng ở Pamplona.

## Những con nổi tiếng

### Rato
Raton (trong tiếng Anh có nghĩa là con chuột) là một con bò tót Tây Ban Nha được mệnh danh là El toro asesino (bò sát thủ), hay El sangriento toro (con bò đẫm máu) và El terrible Ratón (con chuột khủng khiếp) với thành tích đã giết chết ba người đấu bò trong vòng đấu bò ở Tây Ban Nha giữa 2006 đến năm 2011 và làm bị thương hơn ba mươi người khác. Con bò này đã trở thành huyền thoại ở Tây Ban Nha do số lượng lớn các cuộc tấn công mà nó phải chịu trách nhiệm. Người hâm mộ đấu bò coi nó như một ngôi sao và họ hồ hởi đi du lịch từ khắp nơi trên đất nước để xem morlaco (bò lớn) tại chuồng của nó ở Sueca gần Valencia. Một Matador tên là Jesús Esteve nói về Raton: Nó là một sát thủ, mặc dù nó là một con bò lười biếng, nó hầu như không muốn tham gia làm việc của riêng mình, nó hờ hững chờ đợi một ai đó phạm sai lầm. Nhờ danh tiếng của con bò Raton, câu lạc bộ đấu bò trả phí đặc biệt cao lên đến 15.000 € cho con bò này. Năm 2010, các khu đô thị của Ricla trong một lễ hội tôn vinh Thánh Mary Magdalene đã trả 9000 € (gấp chín lần lệ phí bình thường đối với một đấu bò) cho co bó tổ chức Raton. Nó cũng nổi tiếng là con bò lớn đến nỗi được coi là một ngôi sao trên quảng cáo. Mặc dù ban tổ chức đã phải trả tiền nhưng lệ phí rất cao để xem Raton trình diễn, chủ sở hữu của con bò khẳng định rằng kinh phí là giá trị nó.
Con bò này sinh ra vào tháng 4 năm 2001 và nó đạt trọng lượng đến 500 kg (1.100 lb). Raton chính là con đẻ của một con bò đực có tên Caracol và một con bò cái được đặt tên Fusilera. Nó có tên là con chuột do được đặt tên nó vì kích thước nhỏ bé của mình như là một con bê. Con bò này lần đầu tiên xuất hiện trong trường đấu bò vào tháng 9 năm 2002 và húc cho một Matador tơi tả trong lần đầu tiên ở Canals, Valencia, vào năm 2004. Nó cũng là con bò tham gia vào những cuộc đua bò trên đường phố (encierros trong tiếng Tây Ban Nha), Raton cũng thường được tham gia trong các hoạt động trong recortes, một phong cách đấu bò trong đó các thành viên của công chúng né tránh con bò xung quanh những trở ngại như cầu thang bằng gỗ hoặc các nền tảng được đặt trong một trường đấu bò. Tại một sự kiện như vậy được tổ chức tại Museros năm 2005, Raton húc túi bị hơn một chục người và làm bị thương nhiều người trong một sự kiện tại Yátova vào năm 2006.
Raton đã lấy đi mạng sống của người ta đầu tiên của mình vào ngày 09 tháng 8 năm 2006 trong lễ hội Sagunto, khi nó húc một người đàn ông 56 tuổi đến từ León, nó húc đi húc lại người đàn ông xấu số này đến hơn 10 lần và gây tử vong cho ông này. Việc giết hại đã được ghi lại trên video và được xem trên Internet bởi hàng trăm ngàn người. Điều đó làm cho Raton trở thành một ngôi sao ngay lập tức, và chủ nhân của nó đã nhận được tràn ngập những yêu cầu từ các câu lạc bộ đấu bò. Những con bò đã giết người được phân loại là muy buenos (loại rất tốt); Diễn viên bò như thu hút nhiều người hơn so với bình thường, và các câu lạc bộ đấu bò sẽ phải trả nhiều tiền hơn để triển lãm. Lần giết người thứ hai của nó đã được thực hiện trong năm 2008 tại các đấu trường của Benifairó gần Valencia khi nó tấn công một Matador nghiệp dư 27 tuổi, nó bắt người đàn ông này sau khi húc người đàn ông từ phía sau, Raton tung ông này lên trong không trung vài lần trước khi nó chà đạp vào anh này trong vòng đấu với chấn thương gây tử vong.
Raton đã hạ nạn nhân thứ ba của nó ở Xàtiva vào ngày 13 tháng 8 năm 2011, nó giết chết một người đàn ông 29 tuổi đã nhảy vào đấu trường trong khi say rượu. Một đoạn video phát đi phát lại trên truyền hình tiếng Tây Ban Nha cho thấy người đàn ông không rõ tên được nâng lên trên sừng của con bò trước bị ném xuống đất và bị tấn công. Sau đó, ông này đã chết trong bệnh viện. Cái chết của người đàn ông đang được tranh cãi kịch liệt. Chính trị gia Valencian ở khu vực Marina Albiol cáo buộc những người tổ chức sự kiện là thiếu trách nhiệm nghiêm trọng cho việc thuê một con bò với một kỷ lục giết người như vậy. Cô gọi là chương trình này "độc ác và nguy hiểm cho người và động vật" và nói rằng nó không phải nhận bất cứ nguồn tài trợ nào. Thị trưởng Sueca, Salvador Campillo, bày tỏ sự hối tiếc về cái chết nhưng nói rằng nó đã không biện minh Sueca "không còn nhìn thấy con bò nổi tiếng nhất của mình". Ông ủng hộ kế hoạch để đem Raton đến một sự kiện ở thị trấn trong tháng 9 năm 2011 và nói rằng chương trình sẽ được kiểm soát tốt và những người tham gia say rượu sẽ được tách ra.
Raton được làm việc nhẹ nhàng so với con bò đực cháy khác; trong khi đối tác của nó cho nó thường đi lưu diễn quanh năm, sự xuất hiện Raton của bị giới hạn đến mười một năm và chỉ trong khu vực mà quy định đấu bò không yêu cầu các con vật bị giết chết sau khi chiến đấu. Vào lúc 10 tuổi, tuổi Raton là tương đương với của một người đã 60 tuổi. Nó được cho là nghỉ ngơi vào năm 2010, nhưng do nhu cầu từ người hâm mộ và các thành phố tổ chức Fiesta, chủ sở hữu Gregorio de Jesús, quyết định kéo dài sự nghiệp của con bò. De Jesús cảm thấy rằng anh không thể từ chối vì hoàn cảnh kinh tế của người nông dân của Tây Ban Nha. Năm 2010, de Jésus đề xuất rằng Raton được nhân bản và yêu cầu hỗ trợ tài chính từ các đơn vị Generalitat Valenciana, nhưng mặc dù anh đã nói rằng chính phủ sẽ xem xét các yêu cầu, không có quyết định nào đã được thực hiện
Chủ Raton của Gregorio de Jesús là một cựu Matador người đã chiến đấu ở Plaza de Toros de Aguascalientes Monumental ở Mexico. Sau khi treo lên thanh kiếm của mình vào năm 1993, ông về hưu tại Sueca, nơi ông phát triển cam và gạo cũng như chăn nuôi gia súc. Ông so sánh Raton với võ sĩ quyền Anh Muhammad Ali: Nó là con bò đấu nhanh nhẹn, thông minh, nhanh nhưng chớp nhưng không phải là một vũ phu, không giống như những con bò khác thường hành động theo bản năng, còn nó thì biết suy nghĩ, phân tích, và sau đó tấn công.... Đáp lại những lời chỉ trích rằng Raton "không có gì đặc biệt", de Jesús lưu ý rằng lớn luôn có những người gièm pha
Raton là một con bò rất nhanh nhẹn, Chân dài, tạo điều kiện rất nhiều hành động của mình trên sân khấu, nó tấn công với những cú đẩy ngắn và lặp đi lặp lại cùng một thời gian như đánh đu và dùng sừng phía bên trái và bên phải, gây ra cho tất cả những nạn nhân của một số cao hơn nhiều chấn thương hơn bình thường trong những trường hợp này. Theo de Jesús, tính khí man rợ Raton có thể đã bắt nguồn từ một chấn thương đầu đời khi lúc còn nhỏ khi bị nó bị nhốt trong bóng tối trong nhiều giờ liên. Con vật đang run rẩy khi de Jesús tìm thấy nó, và từ đó đến nay, Raton luôn luôn có một tính khí xấu.
Raton đã bị viêm khớp và được điều trị bác sĩ thú y cho khập khiễng trong hơn một tháng nó sẽ không phục hồi và trở nên ốm yếu nhất trong 24 giờ và được cho thuốc kháng sinh. Raton chết tự nhiên vào chiều hôm sau nhằm ngày 24 tháng 3 năm 2013. Cái chết của nó đã được Nhật báo Daily Telegraph đưa tin và cho rằng nó là một con bò nổi tiếng và đáng sợ nhất ở Tây Ban Nha, chủ sở hữu nó cho biết sẽ dựng hình nó để hiển thị ở thành phố Valencia của Sueca.

### Islero
Islero là một con bò đực Miura nổi tiếng vì việc tiêu diệt dũng sĩ đấu bò nổi tiếng Manolete vào ngày 28 tháng 8 năm 1947. Những con bò đực này từ các trang trại bò Miura nằm gần Seville, Tây Ban Nha, được biết đến là những con bò rất lớn và hung dữ. Islero là con bò có thị lực kém và có xu hướng húc bằng sừng phải của nó khi thi đấu. Vào cái ngày định mệnh đó, nó là con bò đực thi đấu ở vị trí thứ năm của buổi chiều và thứ hai khi đấu với ông Manolete, tại một trận đấu bò ở thị trấn Linares ở tỉnh Jaén, Andalucía, Tây Ban Nha. Trong trận đấu, các huấn luyện viên của Manolete hối ông nhanh chóng kết thúc trận đấu; với phong cách của Matador ông này đặt thanh kiếm trên sừng của con bò, đẩy thanh kiếm của mình sâu đến chuôi của nó cắm ngập vào người nó, nhưng con Islero đang lúc giảy chết đã húc mạnh sừng phải của mình vào háng của Manolete, cắt đứt động mạch đùi của ông này. Dũng sĩ đấu bò được đưa đến bệnh viện, nhưng đã chết trên bàn mổ sau tối hôm đó. Hãng Ô tô Ý Lamborghini đặt tên là một trong những chiếc tourer là "Islero" như là một phần của truyền thống của công ty đặt tên xe của mình. Tên gọi Huracan xuất phát từ một giống bò tót Tây Ban Nha. Ngoài ra, Cái tên Miura huyền thoại được đặt theo tên của một giống bò tót nổi tiếng dũng mãnh, nó có nghĩa là vô cùng hung dữ và nguy hiểm. Những cái tên như Murcielago, Reventon và Islero đều được đặt theo tên của giống bò Miura.

### Murciélago
Murciélago (tiếng Tây Ban Nha có nghĩa là con dơi) là một con bò đấu Navarra, tên nó đã trở nên phổ biến sau khi tập đoàn Volkswagen AG đã chọn nó để đặt tên cho mẫu Lamborghini mới để tôn vinh niềm đam mê những cuộc đấu bò của người sáng lập của công ty, Ferruccio Lamborghini. Theo các chuyên gia PR-, con bò này sống sót qua 24 lần bị thọc kiếm trong một trận đấu vào ngày 05 Tháng mười 1879 khi nó chiến đấu chống lại Rafael "El Lagartijo" Molina Sanchez, tại califas bullring Coso de los tại Córdoba, Tây Ban Nha, nó đã được tha chết vì ý chí chiến đấu ngoan cường của mình.
Các câu chuyện quảng cáo tiếp tục cho biết rằng Murciélago đã chiến đấu với niềm đam mê và tinh thần như vậy mà đám đông đã cảm động và hô vang đề nghị tha chết cho nó (giống như hình thức đấu trường La Mã ngày trước), một vinh dự mà Người đấu bò ban cho. Con bò này đến từ trang trại của Joaquin del Val de Navarra, sau đó đã được tặng cho như là một món quà cho Don Antonio Miura. Cùng với anh trai của mình, Don Eduardo Miura, họ mang Murciélago nhập vào dòng Miura bởi dòng khác nhau với 70 con bò. Những con bò từ các trang trại Miura, nằm gần Seville, Tây Ban Nha, được biết là rất lớn và hung dữ. Cốt truyện này, tuy nhiên, phần lớn là mâu thuẫn với lịch sử của trang trại, Miura có con bò đực đầu tiên đã chiến đấu trong corrida vào năm 1849, Hơn 30 năm trước khi "câu chuyện về Murcielago". Nó bị nghi ngờ rằng, sau 24 vết đâm sâu và sự căng thẳng và mất máu liên quan, các động vật khó có thể sống sót. Nhiều người hâm mộ của cả Lamborghini và đấu bò đã lúng túng trong việc lựa chọn tên, đổ lỗi trở lại sau đó chủ sở hữu mới của Đức của Lamborghini khai thác các chủ đề này mà không thực sự biết nhiều về nó.

### Got
Got là tên của một con bò đấu Tây Ban Nha được nhân bản đầu tiên trên thế giới, nó được sinh ra vào thứ ba, ngày 18 tháng 5 năm 2010 ở Tây Ban Nha bởi một nhóm nghiên cứu thuộc Trung tâm nghiên cứu Hoàng tử Felipe và Quỹ Nghiên cứu thú y Valencia. Con bò đực này đã được nhân bản từ một con bò đấu có tên là Vasito, và các nhà khoa học đang hy vọng rằng chính nó sẽ hiển thị các đặc tính chiến đấu tương tự của cha đẻ của mình. Các dự án nhân bản một con bò đực chiến đấu mất ba năm, một phần là do các nhà khoa học vật lộn với cách bảo quản gen bò có giá trị. Những nhà hoạt động vì quyền động vật đã lên án những lời nói nhân bản của con bò này rằng nó dẫn đến các thao tác di truyền của một loài, với mục tiêu lòng vòng của việc duy trì sự dối trá mà con bò đực là một cỗ máy chiến đấu tự nhiên. Mặc dù nó là con bò đấu đầu tiên nhưng nó không phải là con bò nhân bản lần đầu tiên, vinh dự đó được cho là được thuộc về "Second Chance" là con bò được sinh ra vào năm 1999.